# Wake Me Up (canción de Twice)
«Wake Me Up» es una canción grabada por el grupo surcoreano Twice. Es el tercer maxi single japonés del grupo e incluye otras tres canciones. La canción fue lanzada como sencillo digital el 25 de abril de 2018 y el sencillo en CD fue lanzado el 16 de mayo por Warner Music Japan.

## Antecedentes
El 1 de abril de 2018, Twice anunció el lanzamiento de su tercer sencillo japonés titulado «Wake Me Up», junto con la noticia de que dos veces aparecería en un anuncio de televisión para ABC-Mart y Nike Air Max. El comercial, con «Wake Me Up», comenzó a transmitirse en todo el país en Japón el 5 de abril. La canción completa fue revelada por primera vez en Tokyo FM. El 24 de abril y se lanzó como un sencillo digital en varios portales de música en línea al día siguiente. El video musical completo también se lanzó en línea el 25 de abril. «Wake Me Up» se interpretó por primera vez en Music Station el 25 de mayo de 2018. También fue interpretado en Twice 2nd Tour: Twiceland Zone 2 – Fantasy Park en Saitama y Osaka.

## Lanzamiento
Twice vendió 471 438 copias en pedidos anticipados, en Wake Me Up y superó los 500 000 envíos hasta el 28 de mayo.
El 8 de junio, se convirtió en el primer sencillo de un artista extranjero certificado como doble platino por la RIAJ. Además Encabezó la lista semanal de Oricon Singles con 262 658 copias vendidas, mientras que en Billboard Japan registró 299 195 copias del 14 al 20 de mayo de 2018.

## Lista de canciones
| Wake Me Up — Digital |                                |                           |                                                    |                 |          |  |
| N.º                  | Título                         | Letras                    | Música                                             | Arreglo         | Duración |  |
| 1.                   | «Wake Me Up»                   | Natsumi Watanabe          | Atsushi Shimada Louise Frick Sveen Albin Nordqvist | Atsushi Shimada | 3:31     |  |
| 2.                   | «Pink Lemonade»                | Lauren Kaori Yu-ki Kokubo | Lauren Kaori Kohei Yokono                          | Kohei Yokono    | 3:40     |  |
| 3.                   | «Wake Me Up» (Instrumental)    |                           | Atsushi Shimada Louise Frick Sveen Albin Nordqvist | Atsushi Shimada | 3:31     |  |
| 4.                   | «Pink Lemonade» (Instrumental) |                           | Lauren Kaori Kohei Yokono                          | Kohei Yokono    | 3:40     |  |
| 14:22                |                                |                           |                                                    |                 |          |  |